# Chambre de commerce et d'industrie de Loir-et-Cher
La chambre de commerce et d'industrie de Loir-et-Cher est la CCI du département de Loir-et-Cher. Son siège est à Blois à la Maison des Entreprises, 16 rue de la Vallée Maillard.
Elle possède 2 antennes à : Romorantin et Vendôme.
À ce titre, elle est un organisme chargé de représenter les intérêts des entreprises commerciales, industrielles et de service du Loir-et-Cher et de leur apporter certains services. C'est un établissement public qui gère en outre des équipements au profit de ces entreprises.
Comme toutes les CCI, elle est placée sous la double tutelle du Ministère de l'Industrie et du Ministère des PME, du Commerce et de l'Artisanat.
Elle fait partie de la chambre de commerce et d'industrie de région Centre-val de Loire.

## Service aux entreprises
- Centre de formalités des entreprises
- Assistance technique au commerce
- Assistance technique à l'industrie
- Assistance technique aux entreprises de service
- Point A (apprentissage)

La CCI du Loir et Cher a mis en place un dispositif qui permet aux commerces  d'être présents sur Internet via une plateforme commune : Achat-Loir-et-Cher.com.  On y trouve également l'annuaire complet des 223 000 commerçants du département.  

## Centres de formation
- ECSVL : École de commerce et services du Val de Loire ;
- ISEME : Institut supérieur européen des métiers de l'entreprise ;
- CIMI : Centre international de maintenance industrielle ;
- ENIVL : École nationale d'ingénieurs du Val de Loire avec l’option « Ingénierie des achats industriels » est proposée en partenariat avec la CCI ;
- Licence professionnelle gestion de la production industrielle (GPI) de l'IUT de Blois est réalisée avec un partenariat de la CCI.

## Historique
- 15 mars 1895 : Création de la chambre de Commerce de Loir-et-Cher[2].
- 1978 : Installation Hôtel consulaire.
- 1979 : Antenne de Romorantin.
- 1987 : Antenne de Vendôme.

## Pour approfondir